# استان سن خوزه
سن خوزه (به انگلیسی: San José) استان مرکزی کشور کاستاریکا است. این استان در بخش مرکزی کشور قرار گرفته و با استان‌های الاهوئلا، اردیا، لیمون، کارتاگو و پونتارناس هم‌مرز است. سن خوزه وسعتی به مساحت ۴٬۹۶۵٫۹ کیلومترمربع را دربر می‌گیرد و جمعیت آن بالغ بر ۱٬۴۰۴٬۲۴۲ می‌باشد.
استان سن خوزه از ۲۰ کانتون تشکیل شده‌است.